# Болотные крачки
Болотные крачки (лат. Chlidonias) — род птиц из семейства чайковых.

## Описание
Небольшие птицы с тёмным оперением и красными ногами. Вырез на хвосте небольшой. Крылья узкие. Гнездо обычно устраивает на кочках и сплавинах, исключенние составляет вид Chlidonias albostriatus, гнездящийся на галечных берегах рек. Питаются насекомыми и мальками рыб.

## Распространение
Вид Chlidonias albostriatus является эндемиком Новой Зеландии. 
Гнездовой ареал остальных представителей рода охватывает умеренную зону Евразии и Северной Америки.

## Классификация
Род был описан американским натуралистом Константином Рафинеском в 1822 году.
В состав рода включают 4 вида:
- Chlidonias albostriatus (G. R. Gray, 1845) — Чернолобая крачка[7]
- Chlidonias hybrida (Pallas, 1811) — Белощёкая болотная крачка
- Chlidonias leucopterus (Temminck, 1815) — Белокрылая болотная крачка
- Chlidonias niger (Linnaeus, 1758) — Чёрная болотная крачка